# Mihai Doru Dobrescu
Mihai Doru Dobrescu (n. 29 aprilie 1934, Craiova, jud. Gorj - d. 2014) a fost un deputat român în legislatura 1992-1996, ales în județul Dolj pe listele PSDR. În septembrie 1996, Mihai Doru Dobrescu a devenit deputat independent. Mihai Doru Dobrescu a fost absolvent al Facultății de Medicină din București și al Conservatorului Cornetti, clasa de pian. În 1959, Mihai Doru Dobrescu a fost condamnat la trei ani de închisoare, fiind acuzat politic. 